# Mariage de fait en common law
Pour le conjoint de fait québécois, voir Conjoint de fait.

En common law, le mariage de fait (en anglais : common-law marriage, sui juris marriage, informal marriage, marriage by habit and repute ou marriage in fact) est un mode de conjugalité qu'on rencontre dans certains pays anglo-saxons.
Originellement, le concept d'un « mariage de droit commun » est un mariage qui est considéré comme valable par les deux partenaires, mais n'a pas été officiellement enregistré avec un registre d'état ou religieux, ou célébré dans un service religieux formel. En réalité, l'acte du couple de se représenter à d'autres comme étant marié, et l'organisation de leur relation comme si elles étaient mariées, agit comme la preuve qu'ils sont mariés.
Il est pertinent de faire la distinction entre le mariage de fait sous la common law et les régimes juridiques de division de la propriété matrimoniale sous la common law, dont la communauté de biens (community property) et la séparation de biens (separation of property).
Dans certaines législations, un mariage en common law produit des effets juridiques, mais le terme a aussi un vaste usage informel. Le terme common-law marriage est souvent utilisé familièrement ou par les médias pour désigner les couples qui cohabitent, sans tenir compte des droits que ces couples peuvent ou non avoir, ce qui peut créer de la confusion parmi le public en ce qui concerne les droits des partenaires non mariés.

## Définition
Un mariage en common law est caractérisé par :
- l'absence d'acte officiel émanant d'une autorité administrative, même si ces unions de fait peuvent être enregistrées dans les registres d'une quelconque institution publique ;
- l'absence de cérémonie officielle ;
- l'apparence d'une vie de couple : l'établissement d'une résidence commune ne suffit pas à créer à lui seul un mariage en common law, les concubins devant « se présenter au monde comme des époux » ;
- le consentement mutuel des parties à une relation considérée comme un mariage ;
- une condition d'âge : l'âge légal requis pour un mariage doit être atteint par les deux intéressés (l'autorisation des parents peut parfois permettre de s'y soustraire) ;
- une condition de durée : dans certaines législations, un couple doit avoir vécu ensemble et s'être présenté au monde comme époux pendant une durée minimum pour que le mariage en common law puisse être reconnu.

## Histoire
Dans l'Europe du Moyen Âge, le mariage tombait sous la juridiction du droit canon, qui reconnaissait la validité d'un mariage, même en l'absence de témoin, à condition que les intéressés déclarent chacun se prendre pour mari et femme.
L'Église catholique abolit le mariage clandestin le 11 novembre 1563, lors de la 24e session du concile de Trente, déclarant qu'à l'avenir un mariage ne serait valable que s'il était contracté en présence d'un prêtre catholique, ou, en cas d'impossibilité, en présence d'autres témoins. C’est cette situation qu’évoque l’adage du jurisconsulte Antoine Loysel :

« L’on diſoit jadis : Boire, Manger, Coucher ensemble, eſt Mariage, ce me ſemble : mais il faut que l’Egliſe y paſſe. [L’on disait jadis : Boire, manger, coucher ensemble, c’est mariage, ce me semble ; mais il faut (maintenant) que l’Église y passe.] »

— Antoine Loysel, Institutes coustumières
Cette décision ne fut prise en compte ni par les protestants, ni par les orthodoxes. En France, après la révocation de l’édit de Nantes, les protestants « mariés au désert » recourent à la possession d'état pour valider leur mariage. Nicole Gallus observe :

« La situation particulière des protestants est certainement à l’origine du rôle que le droit français a toujours reconnu à la possession d’État.
En effet, les réformés étaient, par l’effet de la révocation de l’édit de Nantes (1685) et de la Déclaration du 13 septembre 1699 leur interdisant de quitter le royaume de France, contraints de se marier selon les solennités catholiques ou, en cas de refus, de voir leur mariage non reconnu.
Leurs enfants étaient dès lors considérés par le droit civil comme des bâtards, alors cependant qu’ils étaient traités et reconnus comme enfants légitimes par leurs auteurs — dont la volonté de contracter mariage était certaine —, par leur famille et par la communauté.
Cette situation totalement inéquitable amènera les Parlements français à reconnaître la filiation de ces enfants — et donc leurs droits successoraux — sur base d’une double possession d’état : la possession d’état d’enfant légitime et la possession d’état d’époux des parents. »

L'Angleterre abolit les mariages clandestins, ou les mariages en common law dans le Marriage Act de 1753 (en), exigeant que les mariages soient désormais célébrés par un prêtre de l'Église d'Angleterre, à moins que les conjoints ne fussent juifs ou quakers, mais cette loi ne s'appliqua pas à l'Écosse car, en vertu du pacte d'union de 1707, l'Écosse conservait son propre système juridique.
Le Marriage Act de 1753 ne s'appliquait pas non plus aux colonies anglaises d'outre-mer, si bien que des mariages en common law continuèrent à être reconnus dans les pays qui devaient devenir les États-Unis ou le Canada. Aux États-Unis, les mariages en common law peuvent être valablement contractés dans neuf États (Alabama, Colorado, Iowa, Kansas, Montana, Rhode Island, Caroline du Sud, Texas, Utah) auxquels il faut ajouter le district de Columbia. Cependant, les autres États des États-Unis reconnaissent en principe les mariages en common law valablement contractés dans d'autres États des États-Unis, en application de la Full Faith and Credit Clause.
Tous les pays d'Europe ont aujourd'hui aboli le « mariage par concubinage notoire », le dernier à le faire étant l'Écosse, en 2006. Le concubinage fait toutefois désormais l'objet d'un nombre croissant de dispositions légales dans bon nombre de pays européens, ce qui revient à accorder une forme de reconnaissance aux unions de fait et à leur attacher un statut juridique qui permet aux couples concernés de faire valoir un certain nombre de droits autrefois exclusivement réservés aux couples mariés.

## Principaux pays où le mariage encommon lawest reconnu
- Australie : le terme common law marriage n'y est utilisé nulle part, mais il existe dans plusieurs États d'Australie un équivalent, sous des noms tels que domestic relationship, de facto relationship, ou encore personal relationship ;
- Canada : selon la législation de chaque province ;
- Israël : l'État d'Israël reconnait le mariage en common law (en hébreu : ידוע בציבור) ;
- États-Unis : il est toujours possible d'y contracter un mariage en common law dans le District de Columbia ainsi que dans neuf états ;
- Angleterre et Écosse : le terme de common law marriage continue d'être fréquemment utilisé, mais sans produire d'effets juridiques.